# Orpheus-Pass
Orpheus-Pass (auch bekannt als Orpheus Gate; bulgarisch Орфеева порта Orpheewa porta) ist ein 560 m hoher und 250 m breiter Gebirgspass im östlichen Teil der Livingston-Insel im Archipel der Südlichen Shetlandinseln. Er ist Teil der Überlandroute vom Balkan-Schneefeld zum Gebiet des Perunika-Gletschers und Mount Friesland und liegt zwischen dem Willan-Nunatak im Südosten und dem Grat des Burdick Peak im Nordwesten. Die Mitte des Passes liegt 6,1 km östlich der Sinemorets Hill.
Bulgarische Wissenschaftler hatten 1995 den Willan-Nunatak als Orpheus-Nunatak benannt, übertrugen dann aber diese Benennung 1996 auf den hier beschriebenen Pass.